# Biure
Biuret, còn gọi là carbamylurea, là hợp chất hóa học với công thức hóa học [H2NC(O)]2NH. Nó là chất rắn màu trắng tan được trong nước nóng. Cụm từ "biuret" cũng dùng để chỉ họ các hợp chất hữu cơ với nhóm chức -(HN-CO-)2N-. Nhiều dẫn xuất của biuret đã được phát hiện. Biuret là kết quả của quá trình ngưng tụ hai phân tử urea. Do đó, nó là phụ phẩm không mong muốn trong phân bón làm từ urea.